# Екатерина Говард (пьеса)
«Екатерина Говард» или «Кэтрин Говард» (фр. Catherine Howard) — драма французского писателя Александра Дюма-отца на исторический сюжет, впервые поставленная на сцене в 1834 году.

## Сюжет
Действие пьесы происходит в Англии XVI века. Её заглавная героиня — пятая жена короля Генриха VIII, обезглавленная за супружескую измену, но сюжет имеет мало общего с реальными событиями (автор называл драму «внеисторической»). Генрих VIII здесь приказывает своему фавориту Этельвуду привезти Екатерину ко двору, намереваясь на ней жениться, но тот уже состоит с Екатериной в тайном браке. Этельвуд даёт жене зелье, от которого она впадает в долгий сон, имитирующий смерть. Позже король решает женить фаворита на своей сестре Маргарите, давно в него влюблённой. Этельвуд отказывается, навлекает этим на себя немилость и инсценирует самоубийство, приняв то же зелье.
Екатерина, видя, что Этельвуд потерял своё положение, появляется при дворе, и Генрих VIII тут же на ней женится. Этельвуд обречён на смерть в гробнице, но его спасает Маргарита. Чтобы отомстить за предательство, он обвиняет Екатерину в прелюбодеянии, добивается смертного приговора и сам становится палачом, а потом признаёт себя сообщником изменницы. 

## Создание и оценки
Александр Дюма-отец написал «Екатерину Говард» в 1834 году. В том же году совместно с Огюстом Анисе-Буржуа (его соавтором по «Терезе») он написал пьесу «Венецианка» (La Venitienne). Он рассказывает в своих мемуарах, что актриса мадемуазель Марс посоветовала ему расширить стихотворную пьесу «Длинноволосая Эдит» (фр. Edith aux longs cheveux), отвергнутую Комеди Франсэз, и переписать её прозой; драматург последовал этому совету и дал центральному персонажу другое имя. При этом главную роль он изначально создавал для своей любовницы Иды Ферье.
Попытка директора театра Порт-Сен-Мартен Феликса Ареля поставить «Екатерину Говард» раньше «Марии Тюдор» Виктора Гюго стала причиной первой ссоры между писателями, которые прежде были большими друзьями. Премьера состоялась 2 апреля 1834 года в театре Порт-Сен-Мартен. Публика встретила пьесу доброжелательно, а вот критики, по-видимому, нет (на это указывают некоторые пассажи из авторского предисловия к первому изданию).
«Екатерина Говард» заметно повлияла на роман английского писателя Уильяма Гаррисона Эйнсворта «Тауэр-Хилл» (1871).